# الاتحاد الدولي للجمباز
الاتحاد الدولي للجمباز (بالإنجليزية: International Gymnastics Federation)‏، هو الهيئة الإدارية للتنافسية الجمباز. مقرها الرئيسي في مدينة لوزان ، سويسرا. تأسست في 23 يوليو 1881م، في مدينة لييج، بلجيكا، مما يجعلها أقدم منظمة رياضية دولية حالية في العالم. كان يطلق عليه في الأصل (الاتحاد الأوروبي للجمباز)، وكان لديه ثلاث دول أعضاء (بلجيكا، فرنسا وهولندا) حتى عام 1921م، أصبحت دولية عندما تم قبول أنخراط دول من جميع القارات.
يحدد الاتحاد القواعد، المعروفة باسم (Code of Points) ، والتي تنظم كيفية تقييم أداء لاعبي الجمباز. يحكم الاتحاد الدولي سبعة تخصصات جمباز: الجمباز الفني، وتصنف كذلك على أنها جمباز فني للرجال (MAG) والجمباز الفني للمرأة (WAG) ؛ الجمباز الإيقاعي (RG) ؛ الجمباز الهوائية (AER) ؛ الجمباز البهلواني (ACRO) ؛ الترامبولين (TRA) والتراجع (TUM).
بالإضافة إلى ذلك، فإن الاتحاد مسؤول عن تحديد أهلية لاعبات الجمباز للمشاركة في الألعاب الأولمبية.

## تاريخ
اعتبارًا من عام 2019م، كان هناك 148 اتحادًا وطنيًا تابعًا لـ FIG، تم تعليق أحدها، بالإضافة إلى اتحاد واحد مرتبط، واتحاد مؤقت واحد والاتحادات القارية الخمس التالية:
- الاتحاد الأوروبي للجمباز (UEG)
- اتحاد الجمباز لعموم أمريكا (PAGU)
- اتحاد الجمباز الآسيوي (AGU)
- الاتحاد الإفريقي للجمباز (UAG)
- اتحاد جمباز أوقيانوسيا (OGU).

في جميع التخصصات، تتجاوز المشاركة في الأحداث التي تفرض عليها الاتحاد الدولي 30,000 رياضي، حوالي 70٪ منهم من الإناث.
تم انتخاب موريناري واتانابي رئيسًا للمنظمة في عام 2016.

## المسابقات
وفقًا للوائح الفنية للاتحاد الدولي للجمباز، المسابقات التي تنظمها رسميًا هي:
- بطولة العالم للجمباز
- بطولة العالم للجمباز الفني
- بطولة العالم للجمباز الإيقاعي
- بطولة الترامبولين وهبوط العالم
- بطولة العالم للجمباز الأيروبيك
- بطولة العالم للألعاب البهلوانية
  - سلسلة كأس العالم
- كأس العالم للجمباز الفني
- كأس العالم للجمباز الإيقاعي
- كأس العالم الترامبولين

## وصلات خارجية
- الموقع الرسمي